# Фёдоров, Владислав Олегович
 Владислав Олегович Фёдоров (13 июля 1975, СССР) — российский игрок в мини-футбол. Более всего известен выступлениями за норильский клуб «Норильский никель», а также различные петербургские команды. Выступал за сборную России по мини-футболу.

## Биография
Фёдоров является воспитанником петербургского мини-футбола. Первой его командой стал петербургский ПСИ. С первого же сезона Владислав стал одним из лидеров команды. Вскоре он был вызван в сборную России, и в августе 1995 года принял участие в товарищеском матче против сборной Словакии.
Проведя в ПСИ три ярких сезона, Фёдоров перебрался в другой петербургский клуб «Зенит». В нём он играл четыре сезона, вплоть до расформирования команды. Как и многие другие лидеры «Зенита», после этого он перебрался в «Норильский никель». И в сезоне 2001/02 Владислав помог «полярникам» стать чемпионами России. В следующем сезоне норильская команда дебютировала в Кубке УЕФА по мини-футболу. Фёдоров хорошо проявил себя в матчах турнира, занеся в свой актив дубль в ворота португальского «Фрейшиейру».
В 2005 году Фёдоров вернулся в Санкт-Петербург, став игроком «СТАФ-Альянса», впоследствии переименованного в «Динамо». Владислав помог клубу выйти в Суперлигу и был одним из лидеров команды. Однако в конце 2008 года «Динамо» прекратило существование. В начале следующего сезона Фёдоров провёл несколько матчей за московское «Динамо-2», после чего, по всей видимости, завершил профессиональную карьеру.

## Достижения
- Чемпион России по мини-футболу 2001/02